# Phycotettix paryphantus
Phycotettix paryphantus är en insektsart. Phycotettix paryphantus ingår i släktet Phycotettix och familjen dvärgstritar. Utöver nominatformen finns också underarten P. p. abalia.